# Cabo de guerra nos Jogos Olímpicos de Verão de 1900
Um torneio de cabo de guerra(pt-BR) ou jogos da corda(pt-PT?) foi realizado em 16 de julho no Bosque de Bolonha, em Paris, como parte dos Jogos Olímpicos de Verão de 1900. A única partida do torneio foi disputada entre uma equipe do Racing Club de France, representando a França, e uma equipe mista composta por três atletas dinamarqueses e três suecos. O time escandinavo misto venceu a partida por 2–0.
Originalmente, o time francês estava programado para jogar com um time dos Estados Unidos, mas este último retirou-se da competição quando três de seus atletas participavam do lançamento de martelo ao mesmo tempo. Os escandinavos foram aceitos como participantes pelos organizadores, e sua equipe era composta principalmente de atletas que competiam em outros eventos, embora também incluísse um jornalista, Edgar Aabye, para compor o número necessário. A equipe mista venceu cada uma das duas primeiras tentativas contra os franceses em uma disputa melhor de três para conquistar a medalha de ouro. Devido a uma segunda partida não oficial entre os Estados Unidos e os escandinavos, alguns registros erroneamente listaram os Estados Unidos como medalhistas de ouro.

## Antecedentes
Os Jogos Olímpicos da era moderna foram realizados pela primeira vez em Atenas em 1896, e seguiram para Paris quatro anos depois, como parte da feira mundial da Exposição Universal de 1900. Os segundos Jogos contaram com uma gama bastante expandida de eventos em comparação ao primeiro, passando de 43 para 95. Entre os eventos adicionados em 1900 estava o cabo de guerra. Duas equipes de cabo de guerra foram inscritas no torneio de Paris; o Racing Club de France representou a nação anfitriã, juntamente com uma equipe dos Estados Unidos, composta por seis atletas que participavam de vários outros eventos durante os Jogos. A equipe norte-americana se retirou da competição, pois descobriu que o cabo de guerra estava programado ao mesmo tempo que o lançamento de martelo em que três integrantes de sua equipe estavam competindo. Uma equipe escandinava foi aceita para participar pelos organizadores, incluindo uma mistura de atletas suecos e dinamarqueses que competiam nos Jogos. Vários relatos atribuem o crédito pela formação e entrada desta equipe a diferentes fontes; um relato dinamarquês alegou que era um dos atletas dinamarqueses, Eugen Schmidt, o responsável, enquanto um registro sueco o atribuía ao seu representante nos Jogos, tenente Bergh.

## Composição das equipes

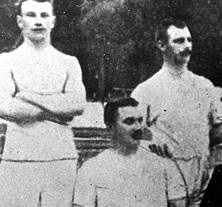
Karl Staaf, Gustaf Söderström e August Nilsson (da esquerda para a direita) representaram a Suécia em uma equipe combinada com a Dinamarca.

A equipe francesa, representando o Racing Club de France, incluiu três jogadores que mais tarde fizeram parte da equipe vencedora de rugby da França. Jean Collas, Charles Gondouin e Émile Sarrade fizeram parte de ambas as equipes, embora seja frequentemente relatado erroneamente que outro de seus colegas de time de rugby, Constantin Henriquez, nascido no Haiti, também estava no time de cabo de guerra, mas esse foi um caso de identidade equivocada devido a seus nomes semelhantes, com Francisco Henríquez de Zubiría, nascido na Colômbia, o qual fez parte da equipe do cabo de guerra. Os outros dois membros da equipe do cabo de guerra foram Raymond Basset e Joseph Roffo. A equipe escandinava combinada contou com três atletas da Suécia e três da Dinamarca. Os competidores suecos foram August Nilsson, que também participou do salto com vara e do arremesso de peso, Gustaf Söderström, que estava competindo no arremesso de peso e no lançamento de disco, e Karl Staaf, que fez o salto com vara, o salto triplo, o salto triplo sem impulsão e o arremesso de martelo. Apenas um dos três atletas dinamarqueses participou de outros eventos; Charles Winckler competiu no arremesso de peso e no lançamento de disco. Edgar Aabye estava nos Jogos como jornalista do jornal Politiken, mas foi recrutado para a equipe para completar o número de seis, pois um dos participantes originais se machucou. Eugen Schmidt, o sexto membro da equipe, havia competido na corrida de 100 metros e no tiro de rifle de 200 metros nos Jogos de 1896.

## A partida
A partida foi disputada como a melhor de três. A equipe escandinava mista venceu as duas primeiras tentativas, usando seu maior peso, principalmente o de Söderström e Winckler, a seu favor. O jornal sueco Ny Tidning för Idrott relatou que a equipe francesa "resistiu desesperadamente", mas não conseguiu lidar com a força de seus adversários. Existem fontes que informam que a equipe escandinava venceu por dois empates a um, mas a maioria registrou como uma vitória por 2-0.

### Confusão
Em 1974, a revista Olympic Review listou a equipe dos Estados Unidos de John Flanagan, Robert Garrett, Truxton Hare, Josiah McCracken, Lewis Sheldon e Richard Sheldon como medalhistas de ouro no cabo de guerra de 1900. Um relatório da edição de Paris do New York Herald descreveu a prova de cabo de guerra nos Jogos Olímpicos como sendo "uma lição objetiva de como não fazer nada". O relatório mencionou a vitória da equipe escandinava sobre a França, antes de detalhar uma segunda partida, entre uma equipe americana e os escandinavos. O New York Herald também registrou que, na segunda partida, um grupo de norte-americanos formou uma equipe para enfrentar os escandinavos vitoriosos, vencendo-os em duas partidas, a segundo delas levando mais de cinco minutos. Por outro lado, o Journal des Sports sugeriu que os norte-americanos inicialmente queriam usar sapatos com cravos para participar da partida, mas depois foram forçados a removê-los após protestos. Eles então venceram a primeira tentativa contra a equipe mista sueca/dinamarquesa, mas durante a segunda, alguns de seus compatriotas se uniram para puxar a corda para ajudar a equipe cansada. Uma briga quase eclodiu, mas foi evitada pela intervenção de autoridades. Nada obstante, o confronto entre os Estados Unidos e os escandinavos não foi considerado como uma partida oficial, mas sim como uma partida privada.

## Medalhistas
Os seguintes atletas foram os medalhistas do cabo de guerra nos Jogos Olímpicos de Verão de 1900:
|  | ZZX Equipa mista                                                                       |  | FRA França                                                                                            |  |               |
|  | Edgar Aabye August Nilsson Eugen Schmidt Gustaf Söderström Karl Staaf Charles Winckler |  | Raymond Basset Jean Collas Charles Gondouin Joseph Roffo Emile Sarrade Francisco Henríquez de Zubiría |  | NÃO CONCEDIDO |